# Municipio de Sundre
El municipio de Sundre (en inglés: Sundre Township) es un municipio ubicado en el condado de Ward en el estado estadounidense de Dakota del Norte. En el año 2010 tenía una población de 970 habitantes y una densidad poblacional de 10,41 personas por km².

## Geografía
El municipio de Sundre se encuentra ubicado en las coordenadas 48°8′55″N 101°12′26″O / 48.14861, -101.20722. Según la Oficina del Censo de los Estados Unidos, el municipio tiene una superficie total de 93.14 km², de la cual 92,5 km² corresponden a tierra firme y (0,68 %) 0,63 km² es agua.

## Demografía
Según el censo de 2010, había 970 personas residiendo en el municipio de Sundre. La densidad de población era de 10,41 hab./km². De los 970 habitantes, el municipio de Sundre estaba compuesto por el 96,91 % blancos, el 0,41 % eran afroamericanos, el 1,13 % eran amerindios, el 0,1 % eran asiáticos y el 1,44 % eran de una mezcla de razas. Del total de la población el 1,34 % eran hispanos o latinos de cualquier raza.